# دنيس ريفيس
دنيس ريفيس (بالإنجليزية: Dennis Reeves)‏ (1 ديسمبر 1944 في المملكة المتحدة - ) هو لاعب كرة قدم بريطاني في مركز حراسة المرمى. لعب مع نادي ريكسهام وويغان أتلتيك ونادي تشستر سيتي.